# Algoritmo de ordenação
Algoritmo de ordenação em ciência da computação é um algoritmo, de manipulação de dados, que coloca os elementos de uma dada sequência em uma certa ordem -- em outras palavras, efetua sua ordenação completa ou parcial. As ordens mais usadas são a numérica e a lexicográfica. 
Existem várias razões para se ordenar uma sequência. Uma delas é a possibilidade se acessar seus dados de modo mais eficiente. 

## Métodos de ordenação de vetores

### Métodos simples
- Insertion sort
- Selection sort
- Bubble sort
- Comb sort
- Bogo sort

### Métodos sofisticados
- Merge sort
- Heapsort
- Shell sort
- Radix sort
- Gnome sort
- Counting sort
- Bucket sort
- Cocktail sort
- Timsort
- TwistSort
- Quick sort

## Métodos de pesquisa
- Pesquisa binária
- Busca linear